# Vogliamo la celebrità
Vogliamo la celebrità (Break the News) è un film del 1938, diretto da René Clair. La sceneggiatura, firmata dallo stesso regista insieme a Geoffrey Kerr, si basa sul romanzo Le Mort en fuite di Loïc Le Gouriadec.

## Trama
Teddy Enton e François Verrier sono due chansonnier che non riescono a sfondare. Dopo un ennesimo buco nell'acqua, i due studiano un sistema per raggiungere fama e successo e l'unica cosa che viene loro in mente è quella di mettere in atto un falso omicidio: uno dei due ucciderà l'altro. Lo scandalo attirerà su di loro l'attenzione del pubblico e, prima che il supposto assassino possa venir giustiziato, il suo socio riapparirà sano e salvo, scagionandolo da ogni accusa. Teddy farà il morto, restando nascosto sulla Costa Azzurra, mentre François, accusato del delitto, viene arrestato e portato in prigione.
Ma le cose non vanno come previsto. Teddy sparisce, rapito da una rete di spie che lo scambia per un rivoluzionario di un paese dell'Est Europa. Portato in Bosvinia, viene condannato a morte mentre, nella sua cella, condannato a morte anche lui, François sta scrivendo le sue memorie. Sarà salvato dall'esecuzione solo dall'arrivo di Teddy che, per fortuna, è riuscito a scappare rocambolescamente dalla Bosvinia.

## Produzione
Il film fu prodotto dalla Jack Buchanan Productions e dalla Trio Productions. Venne girato in Inghilterra, nei Pinewood Studios di Iver Heath, nel Buckinghamshire.

## Distribuzione
Distribuito dalla General Film Distributors (GFD), uscì nelle sale cinematografiche britanniche nel giugno 1938. Venne distribuito internazionalmente. Negli Stati Uniti, uscì il 1º gennaio 1941, attraverso la Monogram Pictures.

### Premi e Riconoscimenti
Nel 1938, il film - che era stato candidato alla Coppa Mussolini per il miglior film - vinse  alla 6ª Mostra internazionale d'arte cinematografica di Venezia la Medaglia di segnalazione per il soggetto.